# Clunio minor
Clunio minor är en tvåvingeart som beskrevs av Tokunaga 1933. Clunio minor ingår i släktet Clunio och familjen fjädermyggor. Inga underarter finns listade i Catalogue of Life.